# دیوید اوکس
دیوید اوکس (انگلیسی: David Oakes؛ زادهٔ ۱۴ اکتبر ۱۹۸۳) هنرپیشه و صداپیشه اهل بریتانیا است.